# 東亞毛肩長蝽
東亞毛肩長蝽（学名：Neolethaeus dallasi）为長蝽科毛肩長蝽屬下的一个种。